# Capela de São João Batista (Alvaredo)
A Capela de São João Baptista localiza-se na freguesia da Alvaredo, município de Melgaço, Distrito de Viana do Castelo, em Portugal.

## História
De origem medieval, o pequeno e primitivo templo de adoração a São João Baptista foi objeto de reedificação em 1814, tendo sido transladado mais tarde, em 1952, para a sua atual localização, conforme comprovado pela inscrição epigráfica sobre a sua porta.

## Galeria

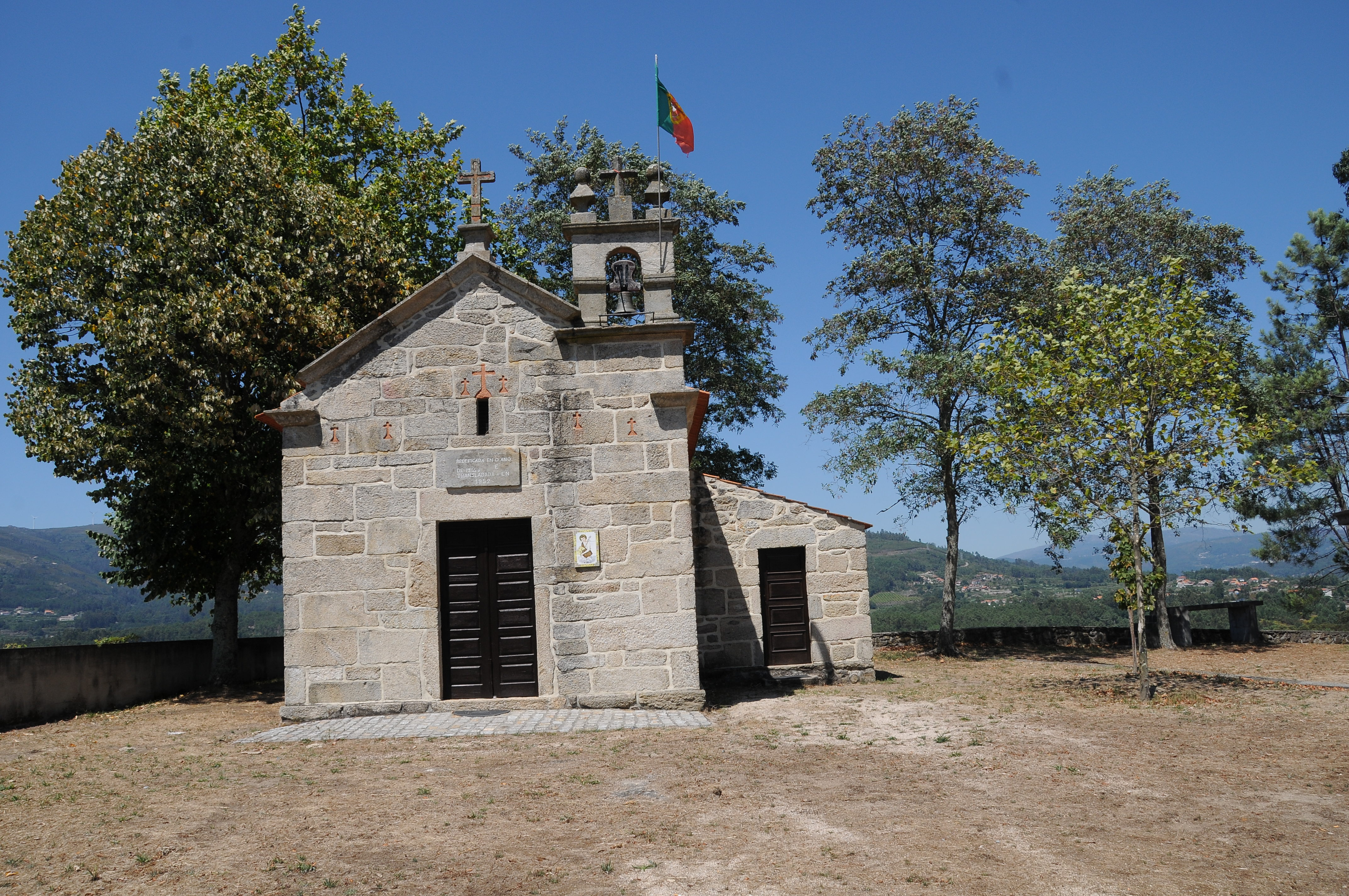
Capela de São João Baptista
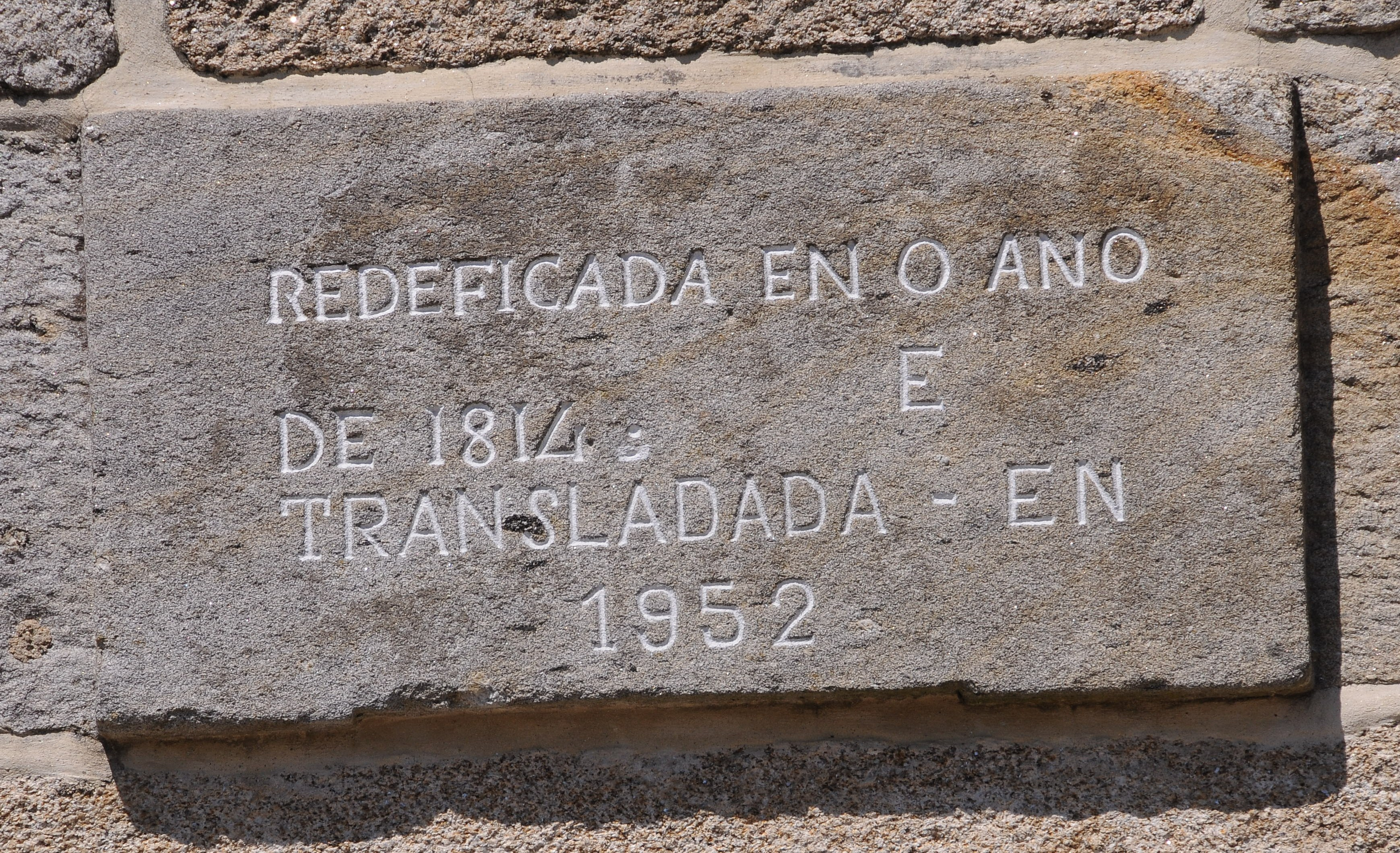
Inscrição epigráfica, referindo a remodelação e a transladação.